# Горст Упгофф
Горст Упгофф (нім. Horst Uphoff; 3 жовтня 1916, Бад-Енгаузен — 7 серпня 1943, Атлантичний океан) — німецький офіцер-підводник, капітан-лейтенант крігсмаріне.

## Біографія
5 квітня 1935 року вступив в рейхсмаріне. З жовтня 1938 року — дивізійний, потім вахтовий офіцер плавучої бази підводних човнів «Донау». В жовтні 1939 року перейшов у підводний флот і після проходження навчання в березні 1940 року був призначений 1-м вахтовим офіцером підводного човна U-46, на якому взяв участь у шести походах, під час яких були потоплені 17 і пошкоджені 2 кораблі. В січні-березні 1941 року пройшов курс командира човна, після чого був направлений на будівництво U-84. З 29 квітня 1941 року — командир U-84, на якому здійснив 8 походів (разом 461 день в морі). 7 серпня 1943 року човен був потоплений у Північній Атлантиці південно-західніше Бермудських островів (27°55′ пн. ш. 68°30′ зх. д.) торпедою американського бомбардувальника «Ліберейтор». Всі 46 членів екіпажу загинули.
Всього за час бойових дій потопив 6 кораблів загальною водотоннажністю 29 905 тонн і пошкодив 1 корабель (7176 тонн).
| Дата             | Назва корабля                       | Тип               | Тоннаж | Вантаж | Екіпаж | Загинули | Країна                | Конвой |
| ---------------- | ----------------------------------- | ----------------- | ------ | --- | ------ | -------- | --------------------- | ------ |
| 8 квітня 1942    | Nemanja                             | Торговий пароплав | 5,226  | 7207 тонн цукру | 47     | 13       | Королівство Югославія |        |
| 21 квітня 1942   | Chenango                            | Торговий пароплав | 3,014  | Марганцева руда | 38     | 37       | Панама                |        |
| 23 червня 1942   | Torvanger                           | Торговий пароплав | 6,568  | 8000 тонн військових матеріалів і генеральних вантажів, включаючи танки, боєприпаси, пиво і планери в ящиках як палубний вантаж | 37     | 4        | Норвегія              | HX-194 |
| 13 липня 1942    | Andrew Jackson                      | Торговий пароплав | 5,990  | Баласт | 49     | 3        | США                   |        |
| 19 липня 1942    | Baja California                     | Торговий пароплав | 1,648  | Військові матеріали | 37     | 3        | Гондурас              |        |
| 21 липня 1942    | William Cullen Bryant (пошкоджений) | Торговий пароплав | 7,176  | 10 962 тонни нерафінованого цукру                                                                                               | 54     | 0        | США                   | TAW-4J |
| 2 листопада 1942 | Empire Sunrise                      | Торговий пароплав | 7,459  | 10 000 тонн сталі та деревини                                                                                                   | 51     | 0        | Британська імперія    | SC-107 |

## Звання
- Кандидат в офіцери (5 квітня 1935)
- Морський кадет (25 вересня 1935)
- Фенріх-цур-зее (1 липня 1936)
- Оберфенріх-цур-зее (1 січня 1938)
- Лейтенант-цур-зее (1 квітня 1938)
- Оберлейтенант-цур-зее (1 жовтня 1939)
- Капітан-лейтенант (1 липня 1942)

## Нагороди
- Медаль «За вислугу років у Вермахті» 4-го класу (4 роки)
- Іспанський хрест в бронзі (6 червня 1939)
- Залізний хрест
  - 2-го класу (2 липня 1940)
  - 1-го класу (7 вересня 1940)
- Нагрудний знак підводника (7 вересня 1940)
- Німецький хрест в золоті (5 січня 1944; посмертно)